# 安娜·佩雷斯·博克斯
安娜·佩雷斯·博克斯（西班牙語：Ana Pérez Box，1995年12月29日—），西班牙女子柔道运动员，2021年世界柔道锦标赛女子52公斤级银牌得主、2022年地中海运动会女子52公斤级铜牌得主。